# Lindernia megaphylla
Lindernia megaphylla é uma espécie botânica do gênero Lindernia pertencente à família Linderniaceae.